# Helene Sumper
Helene Sumper (* 20. Juli 1854 in München; † 10. Juni 1926 ebenda) war eine deutsche Lehrerin, Frauenrechtlerin und Sozialpolitikerin.

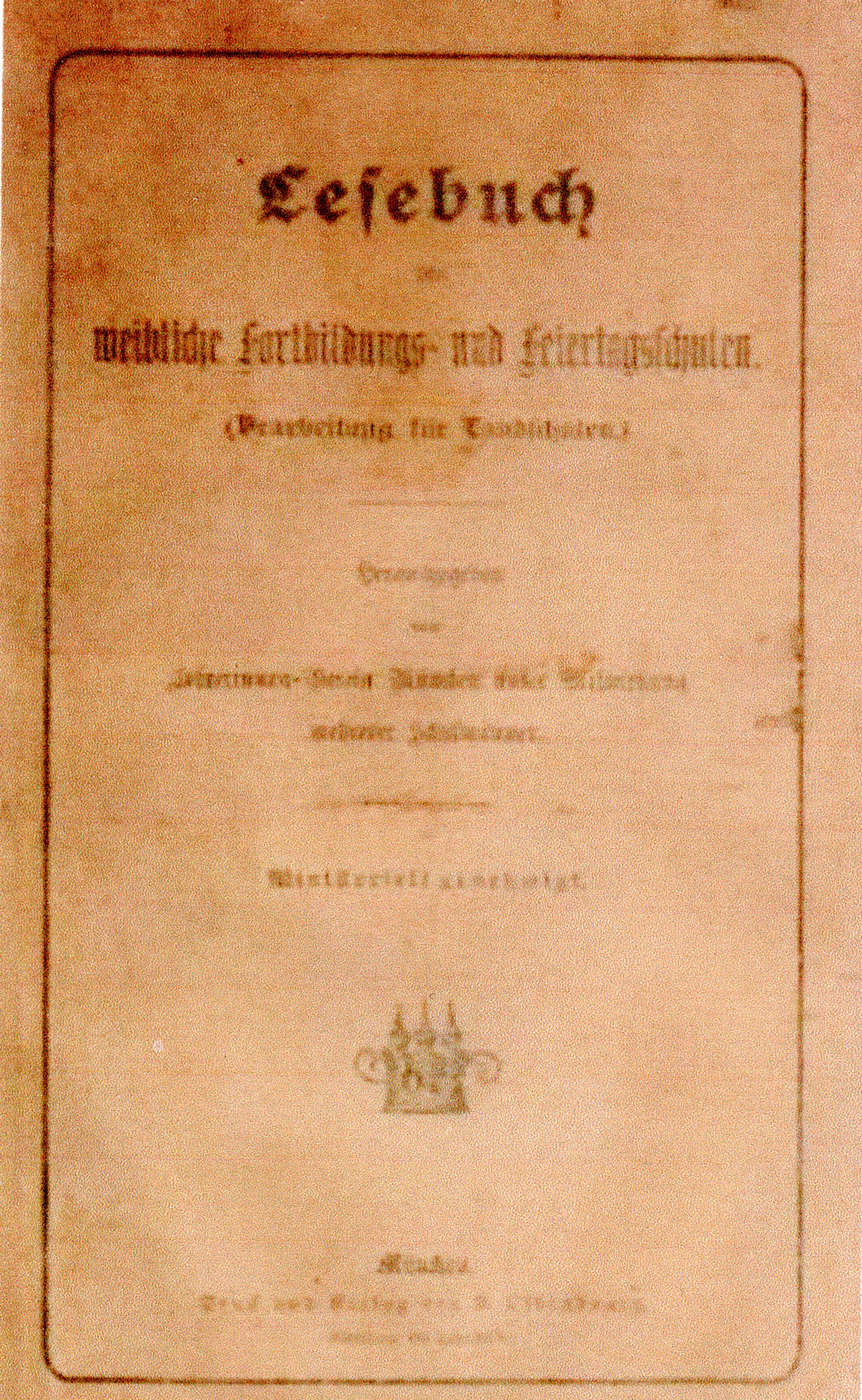
Lesebuch für weibliche Fortbildungs- und Feiertagsschulen, archiviert im Ida-Seele-Archiv

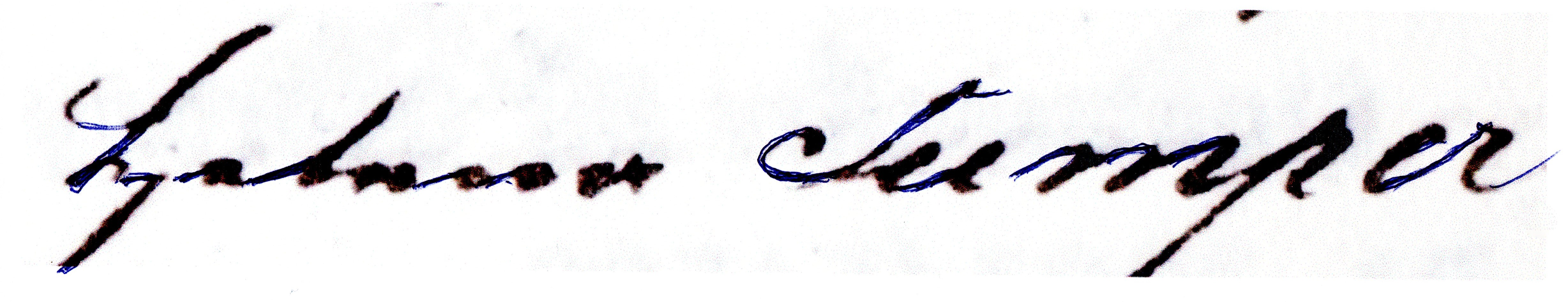
Unterschrift von Helene Sumper, archiviert im Ida-Seele-Archiv

## Leben und Wirken
Helene Sumper war die Tochter eines Metzgermeisters. Nach der Volksschule besuchte sie die Höhere Töchterschule im Servitinenkloster. Anschließend bildete sie sich auf privater Basis weiter und absolvierte dann von 1872 bis 1875 das Kreislehrerinnenseminar in München. Anschließend arbeitete Sumper zunächst als Hilfslehrerin in Erding. 1878 wurde sie nach München versetzt und erhielt als eine der ersten bayerischen Lehrerinnen das Definitivum, was einer fixen Anstellung entsprach. In München unterrichtete sie nahezu 30 Jahre die 8. Mädchenklasse an der Klenzeschule. Seit 1895 war sie auch an der durch den Stadtschulrat Georg Kerschensteiner initiierten Fortbildungsschule für Mädchen tätig. Für diesen Schultyp hatte Sumper maßgeblich an dem vom Lehrerinnen-Verein München 1891 herausgegebenen Lesebuch für weibliche Fortbildungs- und Feiertagsschulen mitgewirkt. Neben ihrer beruflichen Arbeit setzte sie sich vehement für eine Reform der Mädchenbildung ein. Eine Hospitatin der Klenzeschule schrieb:
Vor allem aber arbeitet Frl. Sumper, die Oberleiterin des gesamten hauswirtschaftlichen Unterrichts, unermüdlich am Ausbau einer Methode, die von echt pestàlozzischem Geiste durchdrungen, das Arbeits- und Anschauungsprinzip verwirklicht. Davon zeugt die prächtige Sammlung von Verauschaulichungsmitteln, die auf ihre Anregung hin von Lehrerinnen und Schülerinnen selbst geschaffen worden ist. Wir sehen da die Entwicklung der menschlichen Wohnung und Bekleidung, der Beleuchtung usw., die Feinde des Hauses und die Mittel zu ihrer Vertilgung, Spielzeug des Kindes, die zur Kinderpflege notwendigen Gebrauchsgegenstände, eine Zusammenstellung von Nahrungsmittelnusw. Es ist ein kleines Museum, das hier entstanden ist und stets fort vermehrt und verbessert wird.
1887 gründete Sumper den „Münchner Lehrerinnenverein“ und 1898 den „Bayerischen Lehrerinnenverein“, den sie bis zu ihrem Tod leitete. Ferner war sie Vorstandsmitglied im Allgemeinen Deutschen Lehrerinnenverein und Vorsitzende des von ihr mitbegründeten "Verbandes Deutscher Fortbildungs- und Fachschullehrerinnen". Zudem engagierte sie sich im Verein für Fraueninteressen, innerhalb der Erziehungs-Kommission, die sich u. a. für die Gründung einer zweiten städtischen höheren Töchterschule in München einsetzte. Helene Sumper war auch außerhalb der bayerischen Landesgrenzen äußerst aktiv. Sie hielt ungezählte Vorträge, vor allem die Frauen- und Mädchenbildung sowie Rationalisierung der Hauswirtschaftsführung betreffend. Diesbezüglich veröffentlichte sie eine beachtliche Anzahl von Aufsätzen in: "Bayerische Lehrerinnenzeitung" und "Die Lehrerin".
In den Jahren 1914 bis 1918 zeichnete sie als Beraterin im Kriegs- und Innenministerium für Fragen der Frauenarbeit und für Säuglings- und Kinderschutz verantwortlich. Ab November 1918 gehörte sie für die Berufsgruppe der bayerischen Lehrerinnen für zweieinhalb Monate dem Provisorischen Nationalrat an. Neben Helene Sumper waren noch folgende sieben Frauen im Nationalrat (was einen Anteil weiblicher Mitglieder von 3,1 % ausmachte): Hedwig Kämpfer für den Landesbeirat, Aloisia Eberle für die christlichen Gewerkschaften, Maria Sturm für die katholischen Lehrerinnen, Luise Kiesselbach als Vertreterin des Rats geistiger Arbeiter, Emilie Maurer für den Sozialdemokratischen Frauenverein, Rosa Kempf für den Hauptverband Bayerischer Frauenvereine  und Anita Augspurg für den Verein Frauenstimmrecht.
Helene Sumper gründete noch während des Ersten Weltkrieges in München in der Äußeren Wiener Straße 120 neben der Versaillerschule ein Heim (zuerst in einer Baracke, ab 1929 als fester Bau), um Lehrmädchen Unterkunft zu bieten, die keine geeignete Unterkunft finden konnten oder deren Mütter im Kriegseinsatz waren. Sie arbeitete mit bedeutenden Männern und Frauen ihrer Zeit zusammen u. a. mit Ika Freudenberg, Anita Augspurg, Luise Kiesselbach, die sie bei den Gründungen des Ersten Paritätischen Wohlfahrtsverbandes München (1922) und des Bayerischen Landesverbandes des Deutschen Paritätischen Wohlfahrtsverbandes(1924) tatkräftig unterstützte, Georg Kerschensteiner, Johanna Huber, Amalie Nacken, um nur einige zu nennen.
Anlässlich ihres Todes resümierte Helene Lange, die Grande Dame der deutschen Frauenbewegung, in einem Nachruf:
Ihre Persönlichkeit hatte Bedeutung weit über die blauweißen Grenzpfähle hinaus... Das ganze Lebenswerk von Helene Sumper hat Bayern gegolten. Durch alles, was dort Wesentliches auf dem Gebiet des Mädchenschulwesens geschah, zieht sich wie ein roter Faden, der auf englischen Schiffen die Taue als öffentliches Eigentum kennzeichnet, ihr Name, ihre Tätigkeit... Es haben der Meisterin der Fortbildungsschule viele junge Lehrerinnen zu Füßen gesessen, die vom Norden aus nach München gepilgert waren (Lange 1925/1926, S. 596 f).

## Ehrungen
Das von Helene Sumper gegründete Mädchenheim wurde nach ihr benannt.

## Werke
- Fortbildungsschulen für Mädchen. Gera 1899
- Fortbildungsschulen für Mädchen. Vortrag im Rahmen der V. Generalversammlung des Allgemeinen Deutschen Lehrerinnenvereins in Danzig 1899 vom 21. bis 23. Mai 1899, in: Die Lehrerin in Schule und Haus 15 (1898/99), S. 918–925 u. 953–969
- Aufgaben der Frau gegenüber dem Kinderschutze. Augsburg 1905
- Die soziale Bedeutung des hauswirtschaftlichten Rechnens. in: Frauenbildung 1909, S. 39–348
- Vorbereitungen für den Haushaltungsunterricht an den 8ten Mädchenklassen und den weiblichen Fortbildungsschulen Münchens. München 1913
- Der Schutz und die Pflege der weiblichen Jugend. in: Bastian Schmid, Max Brahn (Hrsg.): Das neue Deutschland in Erziehung und Unterricht, 1918, Heft 5, S. 182 ff.